# Xenophrys pachyproctus
Xenophrys pachyproctus (tên tiếng Anh: Convex-vented Horned Toad) là một loài lưỡng cư thuộc họ Megophryidae.
Loài này có ở Trung Quốc, có thể cả Ấn Độ, và có thể cả Việt Nam.
Môi trường sống tự nhiên của chúng là vùng núi ẩm nhiệt đới hoặc cận nhiệt đới và sông ngòi.